# Iaualapitis
Os iaualapitis, ou yawalapitis são um povo indígena que habita a região do Alto Xingu, no Parque Indígena do Xingu, estado do Mato Grosso, Brasil.Sua língua pertence à família linguística arawak, compartilham a área com diversos outros grupos étnicos, como os kuikuros, kamayurás e os mehinakos, com os quais mantêm relações de troca, alianças matrimoniais e participação em rituais intertribais.
A organização social dos yawalapitis é baseada em uma estrutura comunitária, na qual a transmissão oral de conhecimentos desempenha um papel central. Suas práticas culturais incluem rituais como o Kuarup, cerimônia funerária de grande importância, e o huka-huka, uma forma tradicional de luta corporal. A pintura corporal e a confecção de artefatos também são elementos fundamentais da identidade do grupo.
Ao longo do século XX, os yawalapitis sofreram um declínio populacional significativo devido a epidemias e ao contato com a sociedade não indígena. A partir da criação do Parque Indígena do Xingu, em 1961, e da atuação de lideranças como o cacique Aritana Yawalapiti, foram implementadas iniciativas de proteção territorial e revitalização cultural, contribuindo para o crescimento populacional e a preservação de suas tradições. Atualmente, os yawalapitis enfrentam desafios como a ameaça ao seu território e o risco de desaparecimento de sua língua, mas, seguem empenhados na valorização de sua cultura e na defesa de seus direitos.

## Características gerais

### Demografia
Os levantamentos mostram um aumento populacional, conforme os dados da tabela abaixo:
| Ano  | População | Referência               |
| ---- | --------- | ------------------------ |
| 1948 | 28        | Oberg (1953:44)          |
| 1954 | 25        | ISA (2024)               |
| 1963 | 41        | ISA (2024)               |
| 1970 | 65        | (Agostinho 1972:259-260) |
| 2002 | 208       | Unifesp                  |
| 2011 | 150       | (IPEAX, 2011)            |
| 2014 | 262       | (Siasi/Sesai, 2014)      |
| 2020 | 309       | ISA (2024)               |

## História

### História do Povo
De acordo com a tradição oral, a primeira aldeia dos yawalapitis localizava-se na região do Médio Xingu e era chamada de Yawalapíti. Posteriormente, foram fundadas as aldeias Yakunipü, ao norte da aldeia Aweti, e Üuya (Lagoa), próxima ao atual Posto Leonardo. Os yawalapitis também habitaram a região de Amakapuku, a três quilômetros ao sul desse posto, e posteriormente estabeleceram a aldeia Tipa Tipa (Rio das Pedras), onde atualmente residem.
A estrutura das aldeias refletia a organização social dos yawalapitis, com casas comunais dispostas em círculo e um pé de tucum de aproximadamente 30 metros de altura no centro, o que originou a denominação "Povo do tucum". Artefatos como cerâmicas, machados de pedra e marcas humanas ainda são encontrados nos antigos assentamentos.
Nessas antigas aldeias, os yawalapitis passaram por situações difíceis, tendo sua população reduzida a 8 pessoas por feitiços, ou seja, mortes atribuídas a causas sobrenaturais, de acordo com as crenças do povo. Para os yawalapitis, algumas doenças e mortes não ocorrem por causas naturais, mas podem ser resultado de forças sobrenaturais ligadas à feitiçaria. Um ano após a tragédia, o cacique Aritana foi assassinado por guerreiros awetý, levando alguns a se refugiarem entre os kuikuros, mehinakos e kamaiurás.
Durante esse período de reorganização, Orlando Villas Bôas desempenhou um papel crucial ao facilitar a reunificação das famílias yawalapiti. Inicialmente, o contato foi mediado por Nahu Kuikuro, que havia aprendido português e comunicou ao sertanista sobre a presença de Kanátu e Sariruá na aldeia Kuikuro. Orlando então organizou expedições para localizar outros yawalapitis dispersos entre os mehinako e kamaiurá, promovendo reencontros entre parentes.
Após a reunião dos yawalapitis, Villas Bôas incentivou casamentos  para reforçar a coesão do grupo. Kanátu casou-se com Teporí Kamayurá, filha do cacique Kutamapü, enquanto outros membros da comunidade também se uniram a parceiros de diferentes etnias. Esses casamentos ajudaram na recuperação demográfica dos yawalapiti, mas também impactaram a transmissão da língua e das tradições culturais. A primeira criança nascida após a reunificação foi Aritana, neto do cacique Aritana, morto em um conflito anterior. Orlando emocionado com o nascimento, celebrou o evento como um símbolo da continuidade do povo yawalapiti. Porém, Aritana faleceu de COVID-19 em 2021.
O indigenista queria ver o povo crescer novamente e ver a alegria da população. Desde este momento, a população cresceu consideravelmente, chegando atualmente a aproximadamente 305 pessoas.
Wátsu, prima de Aritana Yawalapiti, desapareceu na floresta em 2016 e nunca foi encontrada. Segundo os yawalapitis, ela encantou-se e tornou-se paʎɨ́ri, uma entidade ligada à natureza, conforme a cosmologia do povo.

### Práticas Culturais
As novas gerações yawalapiti continuam a preservar práticas culturais ancestrais, como danças, pintura corporal, construção de casas tradicionais, pesca com arco e flecha, além da prática do huka-huka e do aprendizado da medicina tradicional com pajés e raizeiros. Depois de 2018, diversas tradições foram revitalizadas por meio do Projeto de Revitalização da Cultura Yawalapiti, promovido pelo Instituto Socioambiental (ISA) com recursos do Fundo Amazônia. Essa revitalização incentivou a confecção de adornos, flechas ornamentadas, canoas, cestos e pentes, além da valorização da transmissão oral de histórias, da música, das brincadeiras infantis e de rituais como a reclusão, as reuniões na casa dos homens e do aquecimento com óleo de pequi e tintas naturais.

### As Pinturas
As pinturas corporais yawalapiti estão profundamente ligadas a cosmologia, identidade e organização social da etnia. De acordo com a tradição, elas surgiram no primeiro ritual Kuarup, realizado por Kami (Sol) e Küri (Lua), e passaram a ser utilizadas para simbolizar status, funções sociais e a conexão com os ancestrais. Além de terem uma função estética e cerimonial, as pinturas distinguem guerreiros, caciques e outros membros importantes da comunidade.

#### Tipos de Pinturas
Os yawalapitis possuem uma grande variedade de pinturas corporais, cada uma representando elementos naturais ou espirituais. Entre os principais tipos, destacam-se:
- Asa de borboleta;
- Onça (Yanumaka Iyana);
- Gavião real;
- Escama de peixe;
- Trilha de formiga;
- Pintura de alma;
- Casca de jabuti;
- Peixe voador e gaivota;
- Sucuri e cascavel;

Cada pintura é utilizada em momentos específicos, como cerimônias de passagem, combates e celebrações espirituais. Seu uso é regulamentado pelos anciãos, que transmitem os significados e técnicas de aplicação para as novas gerações.

#### Ritual do Guerreiro
Segundo o cacique Aritana Yawalapiti, no passado não existiam pinturas corporais nem rituais estruturados de formação de guerreiros e caciques. Kami e Küri decidiram criar o primeiro grande ritual sagrado e após isso, desenvolveram as pinturas para marcar a identidade dos líderes e guerreiros da aldeia. Durante esse evento, os dois irmãos divinos idealizaram símbolos específicos, que passaram a ser utilizados em cerimônias de passagem e em homenagens aos ancestrais. Foi nesse contexto que surgiu a pintura Yanumaka Iyana, representando a onça. Essa pintura se tornou um dos símbolos mais importantes do povo yawalapiti, identificando guerreiros e caciques que se destacavam em coragem e liderança. No primeiro ritual Kuarup, Kami e Küri apresentaram essas pinturas à comunidade e estabeleceram regras para seu uso, determinando que apenas aqueles que completassem o processo de formação poderiam recebê-las.

### A Preparação do Cacique
A formação de um guerreiro ou cacique exigia um longo período de aprendizado e isolamento. O jovem candidato passava meses ou anos em reclusão, onde recebia ensinamentos sobre liderança, organização social e tradições culturais. Durante esse tempo, ele não podia interagir com a aldeia e observava o mundo exterior apenas por uma pequena abertura. Além disso, aprendia sobre estratégias de guerra, canto sagrado e confecção de armas e adornos.
O treinamento incluía uma rotina rigorosa: banhos de madrugada, escuta dos discursos dos anciãos e dietas específicas. Somente após essa fase, o jovem recebia sua pintura de guerreiro e poderia ser reconhecido pela comunidade como um líder preparado para defender e representar seu povo.

### Situação Atual
Na década de 1990, o processo de formação dos jovens yawalapiti era marcado por uma rigorosa preparação cultural, com práticas como o uso de pinturas corporais, o fortalecimento físico e o aprendizado de várias habilidades tradicionais. A pintura corporal, por exemplo, era um privilégio reservado apenas aos guerreiros, que passavam por uma reclusão e seguiam um ciclo de aprendizado guiado pelos mestres. Durante esse período, os jovens eram instruídos em conhecimentos como o significado dos símbolos, a origem das pinturas, além de habilidades práticas como o uso de flautas, a construção de casas tradicionais e a confecção de itens culturais, como pentes e máscaras. Esses processos tinham como objetivo garantir a continuidade da cultura e a transmissão dos saberes ancestrais.
Entre 2000 e 2013, mudanças significativas começaram a afetar as tradições yawalapiti, especialmente a prática da pintura corporal. A introdução de influências externas, como a televisão e os modelos ocidentais de moda e comportamento, causou um afastamento dos jovens das práticas culturais. Muitos começaram a usar as pinturas de forma superficial, sem compreender seu significado e a complexidade dos rituais associados a elas. As tintas artificiais passaram a ser preferidas por sua facilidade de remoção, e a participação em cerimônias e rituais diminuiu. Esse enfraquecimento nas práticas culturais resultou em uma perda significativa de identidade e saberes tradicionais entre os jovens yawalapiti, o que tem gerado preocupação entre os mais velhos.

### Situação Sociolínguistica
Atualmente, a língua yawalapiti está em risco de desaparecer, com apenas alguns falantes fluentes e poucos jovens que ainda mantêm o conhecimento. A maioria dos yawalapiti fala outras línguas, como mehinako, wauja, kuikuro, kalapálo e kamaiurá, além do português. Existem apenas três falantes fluentes da língua yawalapiti, juntamente com quatro lembradores. Esse afastamento e a presença de cônjuges de outras etnias dificultam a transmissão da língua para as novas gerações.
Apesar disso, há sinais de esperança, pois alguns jovens estão demonstrando interesse em aprender a língua yawalapiti, o que pode ajudar a preservar o idioma. Em algumas situações, os yawalapiti ainda falam sua língua com os mais jovens, mas, geralmente, os jovens respondem em línguas como o kamaiurá, kalapálo ou kuikuro. Além disso, alguns membros da comunidade, como o autor e seu primo Walamatíu, utilizam o Método Mestre e Aprendiz para promover o aprendizado da língua e, assim, tentar reviver a fluência entre os falantes.

### História da Documentação
O primeiro estudo linguístico da língua yawalapiti foi realizado por Mitzila Izabel Ortega Mujica, em sua dissertação de mestrado Aspectos Fonológicos e Gramaticais da Língua Yawalapíti (Aruák) de 1992, parte do “Projeto Documentação e Descrição das Línguas do Parque Indígena do Xingu”, coordenado pela Lucy Seki. Esse estudo aborda aspectos fonológicos e características tipológicas da língua, como classificadores, afixos derivacionais e o sistema pronominal.
Mais tarde, Renata Gérard Bondim também organizou um material linguístico coletado em 1970, publicado em Estudo Sincrônico de Línguas Indígenas do Alto Xingu de 2019, que inclui um vocabulário extenso e paradigmas verbais e nominais, com dados coletados na aldeia yawalapiti, incluindo a colaboração do Cacique Aritana. Esses estudos, embora não contenham gravações sonoras, são fundamentais para a documentação e preservação da língua, abrangendo áreas como partes do corpo, alimentação, animais e rituais.
Tapi Yawalapiti desenvolveu pesquisas sobre a língua yawalapiti e sua relação com a identidade cultural de seu povo. Sua tese de mestrado, Documentação e Descrição da Língua Yawalapíti (Aruák): uma língua que não deve morrer (2021), foi uma importante referência para a preservação do idioma, abordando aspectos fonológicos e gramaticais.

## Yawalapitis notáveis
- Cacique Aritana Yawalapiti (1949-2020)[16]  - Presidente do Instituto de Pesquisa Etno Ambiental do Xingu (IPEAX).[17]
- Cacique Tapi Yawalapiti - filho do cacique Aritana Yawalapiti, Vice-Presidente do Instituto de Pesquisa Etno Ambiental do Xingu (IPEAX)[18] de 2011 a 2014, e autor de dissertação de mestrado sobre a língua iaualapiti.[19]
- Watatakalu Yawalapiti - ativista indígena, defensora da Amazônia e dos direitos das mulheres indígenas.[20]
- Pirakumã (Piracumã) Yawalapiti (1955-2015), foi Chefe do Centro de Cultura Indígena de Canarana.[21][22]

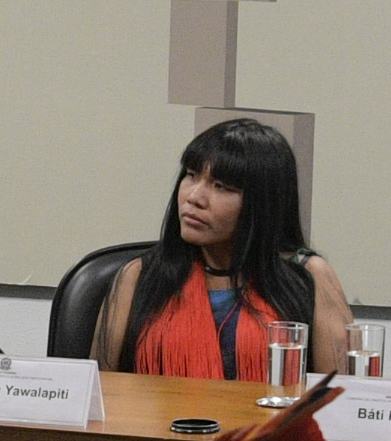
Watatakalu Yawalapiti durante audiência pública da Comissão de Direitos Humanos e Legislação Participativa (CDH) no Senado Federal do Brasil em 2020

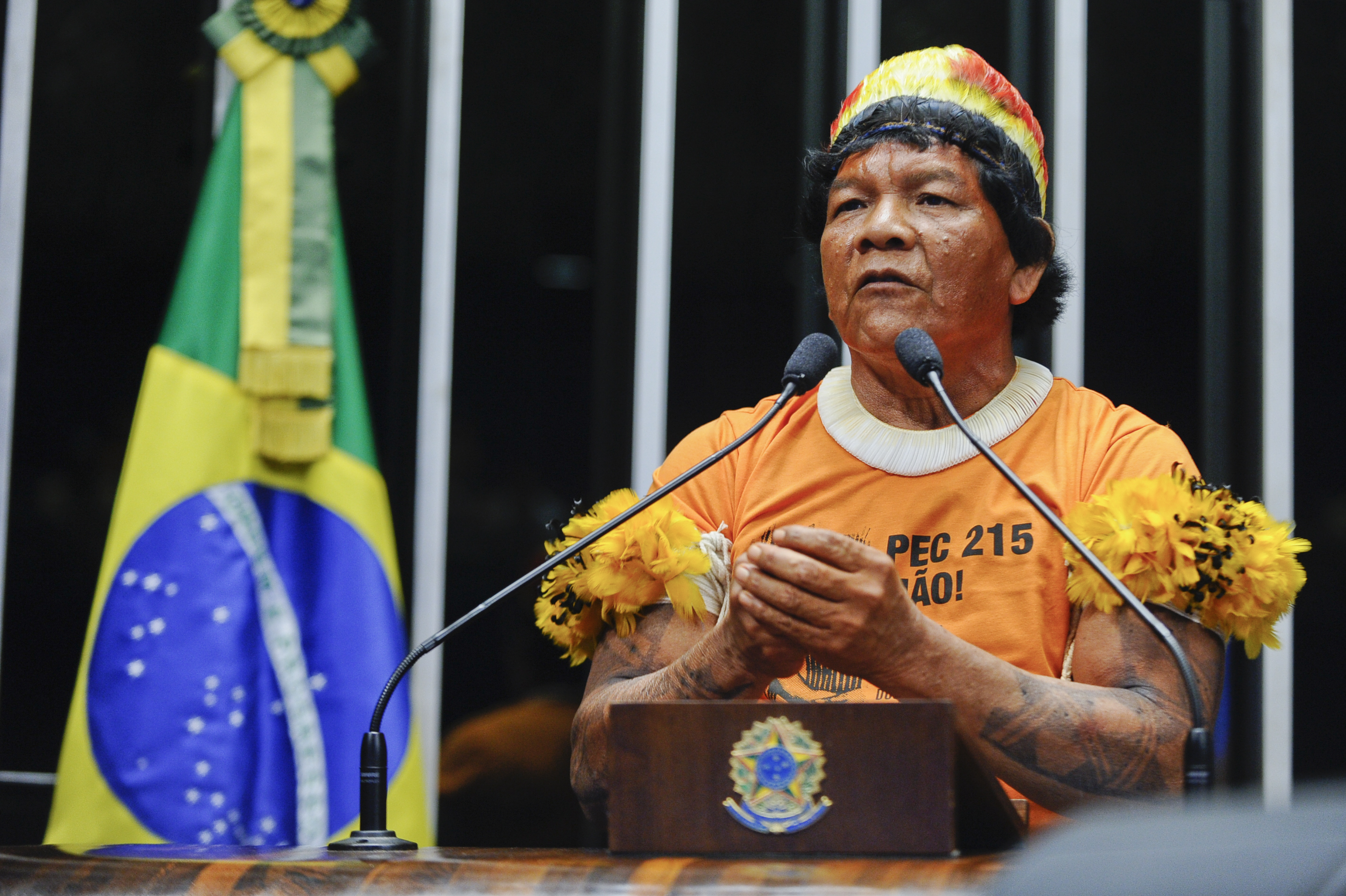
Piracumã Yawalapiti no Plenário do Senado Federal em 2015